# Амфитеатров, Фёдор Захарович

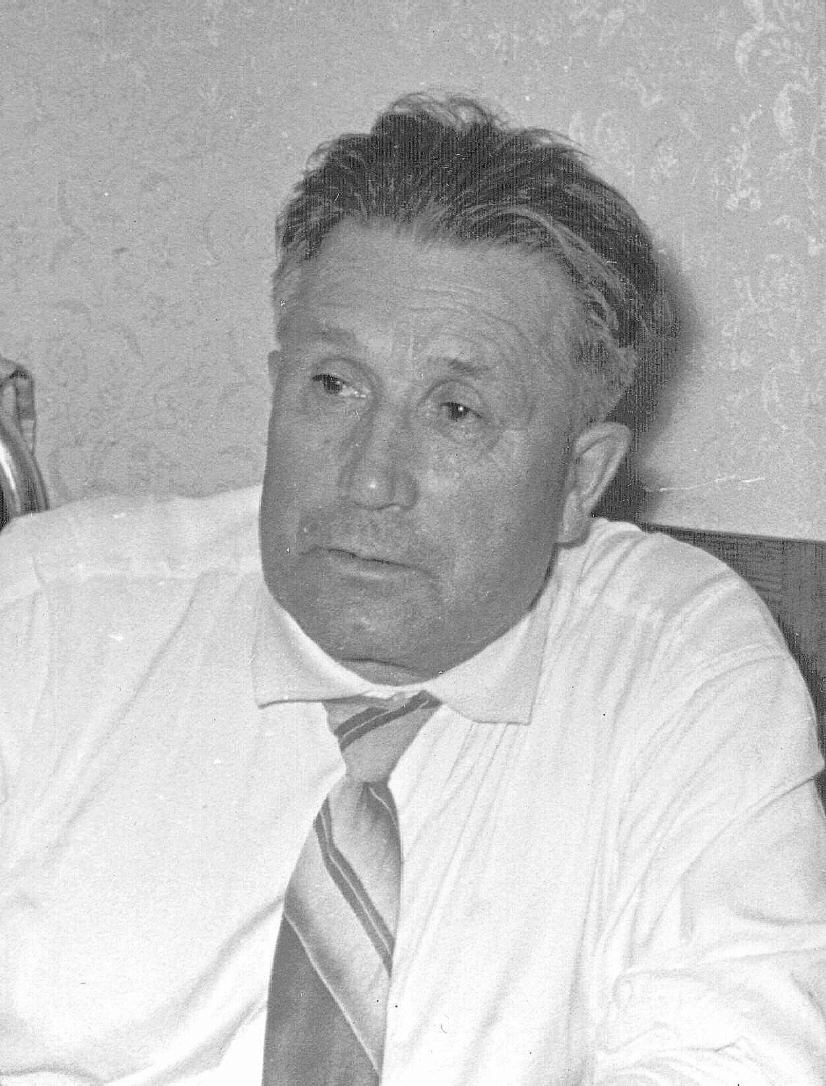
Амфитеатров Фёдор Захарович

Фёдор Захарович Амфитеатров (1 марта 1897—1970) — советский учёный-вирусолог, доктор ветеринарных наук (1945), профессор (1947).

## Биография
Родился 1 марта 1897 года (по другим данным в 1898 году) в селе Гнань Дмитриевского уезда Курской губернии. В семье кроме Фёдора росли ещё один сын и три дочери.

### Семья
Род Амфитеатровых имеет глубокие исторические корни. Захарий Фёдорович Амфитеатров начиная с конца XIX века и до 1919 года был священником в храме Николая Чудотворца, который находился в селе Гнань. В 1919 году, в годы Гражданской войны в России, большевики утопили Захария Амфитеатрова в реке Свапе недалеко от слободы Михайловки. Старший сын Захария — Николай Захарович (1887—1971) после революции эмигрироровал из России, умер в Кембридже, похоронен на кладбище Свято-Троицкого монастыря в штате Нью-Йорк, США. Младший сын — Фёдор Захарович, стал советским учёным. Дочь Фёдора Захаровича — Надежда — пошла по стопам отца и тоже стала учёной, доктором медицинских наук.

### Деятельность
Когда в уезде начались восстания крестьян против политики новой власти, Фёдор возглавил один из отрядов, но бунтари были разбиты красноармейцами. Фёдор Амфитеатров выстрелом ранил одного из них и скрылся; Орловский губернский революционный трибунал в 1920 году приговорил его заочно к высшей мере наказания — расстрелу. В годы Гражданской войны в России сражался против советской власти в армиях Деникина и Врангеля. Но на исходе войны неожиданно оказался в Красной Армии — воевал уже за красных на бронепоезде № 98 «Советская Россия» начальником связи. Вдали от родины в вихре военных событий в 1919 году он создал семью и перешёл на службу в РККА.
В 1921 году Фёдор Амфитеатров поступил и в 1924 году окончил Казанский ветеринарный институт (ныне Казанская государственная академия ветеринарной медицины) и по 1927 год работал ветеринарным врачом в Бессарабии. В 1927 году ГПУ выследило и арестовало Амфитеатрова. Этапом он был отправлен в распоряжение ОГПУ Орловской губернии. 11 февраля 1927 года заседанием орловского губернского суда приговор ревтрибунала в его отношении был изменён — расстрел заменен пятью годами лишения свободы с содержанием под стражей в орловском изоляторе по 1-й категории. После года нахождения в изоляторе и его заявления председателю Орловского губернского суда: «Я не знаю, в чём обвинил меня суд, когда заочно судил меня. Я хочу узнать, подлежит ли пересмотру постановление суда, заочно судившего меня в 1919 г. и сохраняет ли оно до сих пор свою силу», кассационная коллегия по уголовным делам Верховного суда РСФСР направила в Орел письмо: «Немедленно освободить из-под стражи Амфитеатрова Ф. З. на основании ст.8 Уголовного кодекса. Председатель Верховного суда РСФСР Челышев».
В 1928 году Фёдор Захарович вернулся в Казань и продолжил свою академическую деятельность. В 1928—1959 годах работал в Казани в Научно-исследовательском ветеринарном институте, в 1959—1970 годах был заведующим лабораторией вирусологии Казанской государственной академии ветеринарной медицины.
Ф. З. Амфитеатров — автор трудов по проблемам инфекционного энцефаломиелита и разработке комплекса лечебных мер при этой инфекции. Внедрил методы профилактики и лечения желудочно-кишечных заболеваний телят ацидофилином. Впервые описал особенности распространения ящура.
Был награждён орденом «Знак Почета», знаком «Отличник социалистического сельского хозяйства», золотой медалью ВДНХ и занесен в Почетную книгу ВДНХ СССР.
Смертельно заболел от неудачной операции аппендицита во время командировки. Был доставлен в Казань, где умер 5 июля 1970 года.